# Afrixalus enseticola
Espèce
Statut de conservation UICN

 VU B1ab(iii) : Vulnérable
Afrixalus enseticola est une espèce d'amphibiens de la famille des Hyperoliidae.

## Répartition
Cette espèce est endémique des hauts plateaux du Sud de l'Éthiopie. Elle se rencontre à des altitudes comprises entre 1 700 et 2 750 m des deux côtés de la vallée du Grand Rift,.

## Description
Afrixalus enseticola mesure de 20 à 23 mm pour les mâles et de 23 à 28 mm pour les femelles.

## Publication originale
- Largen, 1974 : The status of the genus Afrixalus (Amphibia, Anura, Hyperoliidae) in Ethiopia, including descriptions of two new species. Monitore Zoologico Italiano N.S. Supplemento, vol. 5, p. 111-127.